# 에베츠 필드
에베츠 필드(Ebbets Field)은 미국 뉴욕주 브루클린에 위치한 야구장이다. 과거 MLB 브루클린 다저스의 홈구장으로 사용했으며 월터 오말리 구단주가   늘어난 자동차 탓인지 주차장 문제를 해결하기 위해 뉴욕시에 새 야구장 부지를 요청했지만 거절당하자 1957년 시즌 후 로스앤젤레스로 연고지를 이전했고 로스앤젤레스에 앞서 1956년부터 1957년까지 제 2홈구장으로 활용한 루스벨트 스타디움이 있는 뉴저지주 저지시티 이전설이 있었다. 
| 메이저 리그 베이스볼 올스타전 개최 경기장 |                    |               |
| 1948년                                    | 1949년 에베츠 필드 | 1950년        |
| 스포츠맨스 파크                           | 1949년 에베츠 필드 | 코미스키 파크 |
|                                           |                    |               |
|                                           |                    |               |

1. ↑  김병현 (2015년 8월 5일). “'양키스' 유니폼에 선수 이름이 없는 이유”. 오마이뉴스. 2022년 3월 19일에 확인함.
2. ↑  Eric Model (2012년 3월 29일). “When the Dodgers and Jackie Robinson Made History in New Jersey”. NJ Spotlight News. 2022년 3월 19일에 확인함.